# 怀仁路街道
怀仁路街道是中华人民共和国陕西省榆林市横山区下辖的一个街道办事处。

## 行政区划
怀仁路街道下辖以下村级行政区划单位：
苏盛社区、苏庄则村。